# Verlag Haus Altenberg
Der Verlag Haus Altenberg GmbH ist ein deutscher Buch- und Zeitschriftenverlag für Jugendarbeit, Jugendpastoral und Jugendpolitik mit Sitz in Düsseldorf. Inzwischen wird als Full-Service-Agentur und religiöser Dienstleister von Buch, Zeitschrift, Werbematerialien, (Ministranten-)Kleidung, Merchandise, Geschäftsausstattung bis Smartphone App produziert und arbeitet zunehmend als Produzent von Großveranstaltungen der katholischen Jugendarbeit, wie für die 72-Stunden-Aktion des Bund der Deutschen Katholischen Jugend sowie für den Ökumenischen Kreuzweg der Jugend der Arbeitsstelle für Jugendseelsorge der Deutschen Bischofskonferenz.

## Geschichte
Der Leiter der Jugendbildungsstätte Haus Altenberg, Ludwig Wolker, versuchte nach dem Zweiten Weltkrieg, die verbandliche Arbeit neu zu organisieren. Der Verlag Haus Altenberg wurde gegründet und am 16. April 1946 erhielt er seine Lizenz (C 1.424.B) von der britischen Militärregierung. Ziel der Verantwortlichen für Jugendpastoral war die Erstellung von Publikationen für Jugendseelsorger und Jugendliche. Der Papiermangel verhinderte jedoch die Veröffentlichung der ersten Bücher und Hefte. 1947 kamen die ersten Bücher auf den Markt und der Verlag wurde zur GmbH, der in der Rechtsform bis heute jugendpädagogische Schriften herausbringt. Die Gesellschafter, Ludwig Wolker und Hermann Klens, waren beide vor dem Zweiten Weltkrieg Leiter der jeweils größten Verbände der männlichen/weiblichen Jugend: Katholischer Jungmännerverband und Zentralverband der katholischen Jungfrauenvereinigungen. Die dazugehörenden Verlage der katholischen Jugendarbeit fusionierten nun zum Verlag Haus Altenberg. 
Ursprünglich in Altenberg ansässig, wo auch die Hauptstelle für Jugendseelsorge unter der Leitung Ludwig Wolkers untergebracht war, befindet sich das Verlagsbüro seit 1954 im Jugendhaus Düsseldorf am Carl-Mosterts-Platz; hier hat sich der Verlag weiterentwickelt und modernisiert.